# Nord/Weinviertel Autobahn
Die Nord/Weinviertel Autobahn A5 (früher lediglich Nord Autobahn) ist eine Autobahn in Niederösterreich und Teil der Europastraße 461. Sie beginnt am Knoten Eibesbrunn und führt durch das Weinviertel bis zur Staatsgrenze bei Drasenhofen, von wo man über das tschechische Straßennetz Brünn über die Dálnice 52 erreichen kann. Vom Knoten bzw. Autobahndreieck Eibesbrunn besteht über die Wiener Außenring Schnellstraße S1 eine Verbindung Richtung Wien und Korneuburg.

## Planung
Pläne für eine Hochleistungsstraße zwischen Wien und Brünn bestanden bereits 1938 mit dem Münchner Abkommen und der späteren Annexion der Tschechoslowakei durch das Deutsche Reich. Die Reichsautobahn Wien–Breslau wurde 1938 geplant und bis 1942 teilweise gebaut, sie sah eine Verbindung dieser beiden Städte durch tschechisches Gebiet auf der Höhe von Brünn vor. Fertiggestellt wurde davon aber nur ein kleiner Teil westlich von Brünn, der auch als Ortsstraße in Betrieb ist. Die restlichen Bauten, die sich ausschließlich auf tschechischem Territorium befanden, blieben mangels Bedeutung dieser Autobahn im tschechoslowakischen Verkehrsplan verwaist und verfielen in der Zeit des Eisernen Vorhangs.
Ein späterer Anlauf zu einer Verbindung der beiden Städte brachte 1996 auf tschechischer Seite die Schnellstraße R52 von Brünn bis Pohořelice, während man auf österreichischer Seite das Projekt Nordautobahn zwischenzeitlich wieder zurückstellte. Erst durch die EU-Erweiterung 2004 und dem damit verbundenen erhöhten Verkehrsaufkommen wurden Planungen für die A 5 wieder in Angriff genommen. In Teilen des 2010 eröffneten südlichen Abschnitts erfolgte der Bau unter Mitverwendung der bestehenden Brünner Straße B 7. Hier wurde für die B 7 eine neue, schmälere Trasse parallel zur A 5 verlaufend gebaut. Auf tschechischer Seite soll durch die Verlängerung der heutigen vierspurigen D52 von Pohořelice nach Mikulov der Anschluss nach Brünn gewährleistet werden.

### Verkehrsmengen
Die Nord/Weinviertel Autobahn ist die wichtigste Verkehrsachse von Wien in den Norden.
Die weltweite Finanz- und Wirtschaftskrise brachte einen Rückgang im Verkehrsaufkommen, speziell bei dem für Mauteinnahmen lukrativen Lkw-Verkehr. So wurden im Jahresmittel 2011 laut Asfinag-Dauerzählungen auf Höhe Wolkersdorf circa 27.800 Kfz/24 h gemessen, vor Schrick circa 22.200 Kfz/24 h. Diese Zahlen liegen etwa 20 % unter den ursprünglichen Prognosen aus dem Jahr 2006.
Die entsprechenden Daten für 2021 lauten: Wolkersdorf: circa 35.900 Kfz/24 h, Schrick circa 28.000 Kfz/24 h

## Streckenabschnitte

### Eibesbrunn – Schrick
Der Spatenstich für den südlichen Autobahnabschnitt von Großebersdorf-Eibesbrunn nach Gaweinstal-Schrick erfolgte am 26. Februar 2007. Dieser Abschnitt der Nord/Weinviertel Autobahn ist neben der S 1-Ost und -West sowie der S 2 „Umfahrung Süßenbrunn“ Teil des „Pakets 1“ der PPP Ostregion, dem ersten in öffentlich-privater Partnerschaft realisierten Autobahnteilstück Österreichs. Neben dem Bau werden die Unternehmen rund um den Hauptauftragnehmer, die Bonaventura Straßenerrichtungs-GmbH, auch die Vorfinanzierung und den Autobahnbetrieb für die nächsten drei Jahrzehnte übernehmen.
Für 255 Millionen Euro wurden 23,5 km Autobahn inklusive eines Tunnels, vier Voll- und drei Halbanschlussstellen, fünf Durchlässen, sechs Grünbrücken und 21 Straßenbrücken errichtet sowie fünf Brückenumbauten durchgeführt.
Der Streckenabschnitt vom Knoten Eibesbrunn bis zur Anschlussstelle Wolkersdorf-Süd ist sechsspurig, die restliche Strecke vierspurig ausgeführt. Im Steigungsbereich zwischen den Anschlussstellen Ulrichskirchen und Wolkersdorf-Nord gibt es in Fahrtrichtung Brünn einen dritten Fahrstreifen.
Nach 37 Monaten Bauzeit wurde der südliche Abschnitt der A 5 am 31. Jänner 2010 für den Verkehr freigegeben. Bis zur Fertigstellung des Streckenabschnittes bis Poysbrunn mündete die A 5 bei Schrick in die Bestandstrecke der B 7 ein. Bei der Anschlussstelle Hochleithen wurde eine Raststation mit einem Schnellrestaurant und einer Tankstelle errichtet, die im Herbst 2010 in Betrieb ging. Mit der Eröffnung traten auf niederrangigen Straßen entlang der A 5 flächendeckend Durchfahrtsverbote für Lastkraftwagen über 3,5 Tonnen in Kraft, um den Transitverkehr durch die Orte zu unterbinden und Mautflüchtlingen vorzubeugen.

### Schrick – Poysdorf-Nord
Für den Streckenabschnitt von Gaweinstal-Schrick nach Poysdorf-Poysbrunn wurde die ursprüngliche Umweltverträglichkeitsprüfung im November 2009 mit dem UVP-Bescheid abgeschlossen, ein Änderungsverfahren lief von 2011 bis 2013. Im Juni 2010 konnte sich die Asfinag mit den Grundeigentümern auf einen Verkaufspreis einigen. Finanziert wird dieser jedoch nicht über ein PPP-Modell, sondern aus Mitteln eines Konjunkturpaketes der Bundesregierung.
Die Kosten für die beiden Abschnitte von Schrick bis zur Staatsgrenze mit einer Gesamtlänge von 33,5 km wurden im September 2013 auf 324 Millionen Euro geschätzt.
Der Abschnitt Schrick – Poysbrunn wurde im Dezember 2011 von der niederösterreichischen Landesregierung genehmigt.
Die Bauarbeiten sollten ursprünglich im Winter 2013/14 beginnen und 2016 abgeschlossen sein. Erste Rodungen wurden allerdings erst Anfang 2014 durchgeführt, im Mai 2014 wurden wesentliche Einbautenverlegungen der EVN (Strom- und Gasleitungen) durchgeführt, im Oktober 2014 wurde die Baugenehmigung rechtskräftig, nachdem die letzte anhängige Beschwerde durch den Verwaltungsgerichtshof verworfen wurde. Die Bauarbeiten begannen tatsächlich mit einjähriger Verzögerung im April 2015 und wurden mit Dezember 2017 abgeschlossen. Die Verkehrsfreigabe erfolgte am 8. Dezember 2017.
Eine neue Konstruktion im Brückenbau, die mit der TU Wien gemeinsam entwickelt wurde, fand bei der 112 Meter langen Satzengrabenbrücke Eingang. Statt Dehnfugen zwischen den Betonteilen wurden 20 bis 30 Betonelemente mit Seilen aus einem speziellen Glasfaserwerkstoff verbunden, sodass nur mehr millimetergroße Spalten entstehen, die vom darüberliegenden Asphalt abgedeckt werden. Damit sollen die Instandhaltungskosten wesentlich reduziert werden.
Am 27. Juli 2018 wurde nördlich von Schrick in Fahrtrichtung Wien ein Verkehrskontrollplatz eröffnet, der erstmals in Österreich mit einer Waage ausgerüstet ist, bei der LKW diese mit bis zu 25 Kilometer pro Stunde passieren können, wodurch die Überprüfungszeiten verkürzt werden können.

### Poysdorf-Nord – Staatsgrenze
Für den nördlichen Abschnitt von Poysdorf-Nord bis zur Staatsgrenze bei Drasenhofen ist die Umweltverträglichkeitsprüfung 2013 eingeleitet worden. Der Abschnitt wurde aufgrund des geringen Verkehrsaufkommens und dem nicht vollständig geklärten Anbindungspunkt an die tschechische D52 zunächst nur als zweistreifige Umfahrungsstraße zur Entlastung der Gemeinde Drasenhofen errichtet, deren Eröffnung ursprünglich spätestens ein Jahr nach der Verkehrsfreigabe der Nord/Weinviertel Autobahn bis Poysbrunn erfolgen sollte. Der vierstreifige Autobahn-Vollausbau bis zur tschechischen Grenze ist vom Fortschritt des angrenzenden tschechischen Autobahnprojektes D52 abhängig und derzeit unklar.
Die Bauarbeiten sollten ursprünglich 2016/2017 beginnen, die Verkehrsfreigabe war für 2018 geplant. Durch mehrere Einsprüche beim Bundesverwaltungsgericht verzögerte sich der Bau des Abschnittes Poysbrunn - Drasenhofen. Am 3. April 2018 begann der Bau der Umfahrung Drasenhofen, diese wurde am 8. September 2019 für den öffentlichen Verkehr freigegeben. Die Umfahrung Drasenhofen ist Teil der A5 und ist somit vignetten- und mautpflichtig.

## Autobahnpolizei
Die Nord/Weinviertel Autobahn wird von der Autobahnpolizeiinspektion (API) Großkrut überwacht. Diese wurde durch Umwandlung der ehemaligen Grenzpolizei Großkrut geschaffen, die nach dem Beitritt Tschechiens zum Schengen-Raum obsolet geworden war. Bis zur Freigabe des nördlichen Abschnittes der A 5 fällt auch die Brünner Straße B 7 zwischen Schrick und Drasenhofen in den Verantwortungsbereich der API Großkrut. Weiters ist die API für die Wiener Außenring-Schnellstraße S 1 zwischen Korneuburg und Wien zuständig. Um eine rasche Zufahrt im südlichen Abschnitt des Zuständigkeitsbereiches zu gewährleisten, sind Beamte und Fahrzeuge der API Großkrut auch in der Polizeiinspektion Deutsch-Wagram stationiert. Die API Großkrut hat gesamt 38 Planstellen. In einem eigenen Sachbereich sind dienstbare Beamte der API als AGM-Kräfte auch für Ausgleichsmaßnahmen und Kriminalitätsbekämpfung zuständig.

## Archäologische Fundstellen
Im Raum von Walterskirchen, einer der Katastralgemeinden von Poysdorf wurden bei Ausgrabungen je eine Siedlung aus dem 3. und 2. Jahrtausend v. Chr. freigelegt.
Die Ergebnisse der Ausgrabungen wurden im Weinstadt-Museum in Poysdorf ausgestellt.
Zwischen Juni 2003 und Dezember 2005 fanden im Bereich von Gaweinstal umfangreiche Grabungen statt, wobei eine Fläche von insgesamt 50.000 m² bearbeitet wurde. Dabei wurden Siedlungen aus einem Zeitraum von über 1400 Jahren freigelegt. Diese stammen aus der Jungsteinzeit, Badener Kultur und der Frühbronzezeit. Hügelgräber aus der Mittleren Bronzezeit wurden ebenfalls erschlossen. Eine erste größere Siedlungstätigkeit konnte in der jüngeren Eisenzeit beobachtet werden, wobei allerdings nur wenige Befunde ungestört erhalten waren, die über die gesamte untersuchte Fläche verstreut waren. Ein Großteil der Funde konnte einer germanischen Siedlung – vermutlich Markomannen und Quaden – zugeordnet werden, die vor allem durch eingetiefte Hütten, Pfostengruben von mehrschiffigen Wohnhäusern und tiefen Speichergruben charakterisiert sind.

## Galerie

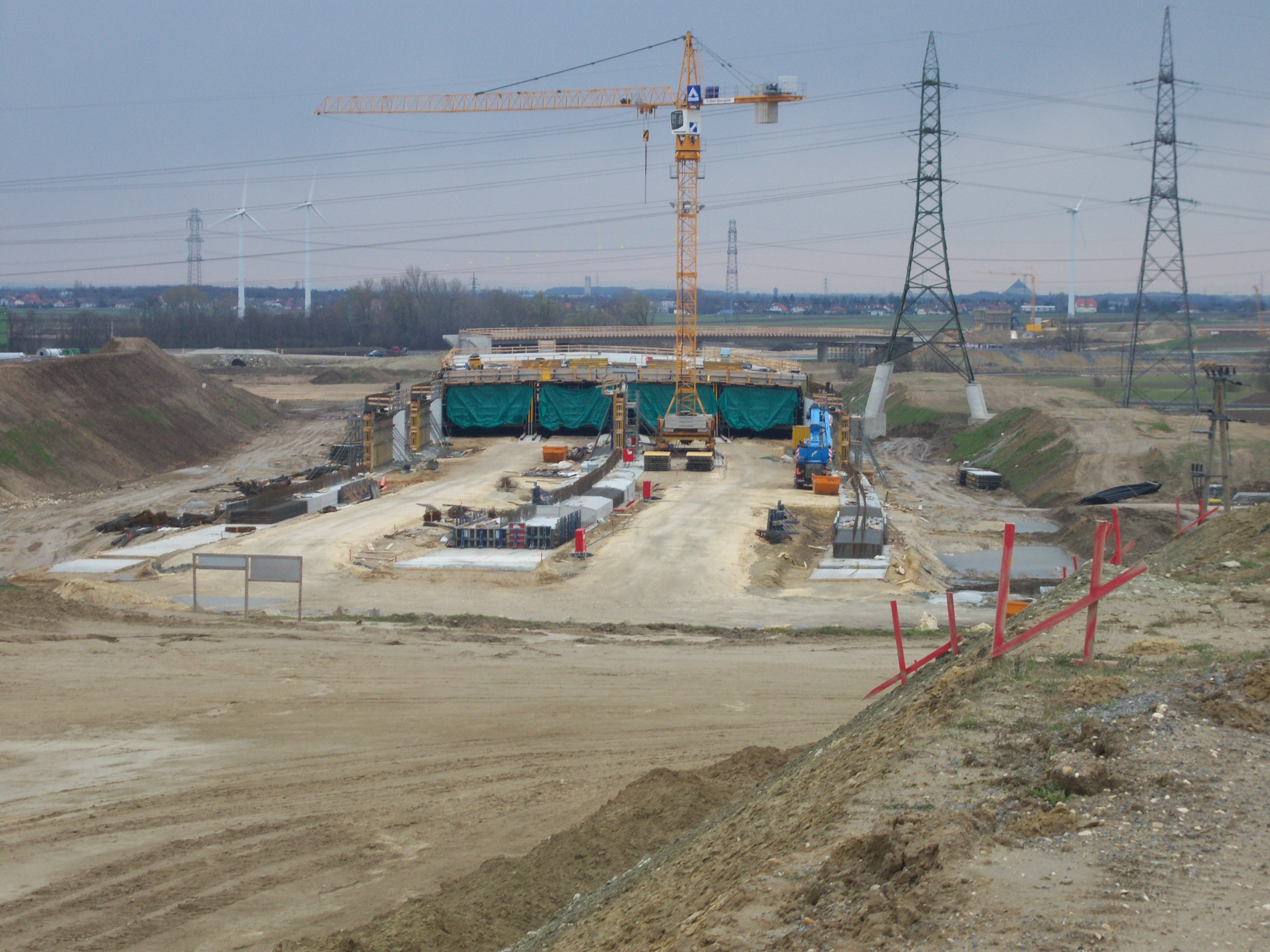
A 5-Baustelle: Tunnel Eibesbrunn, März 2008
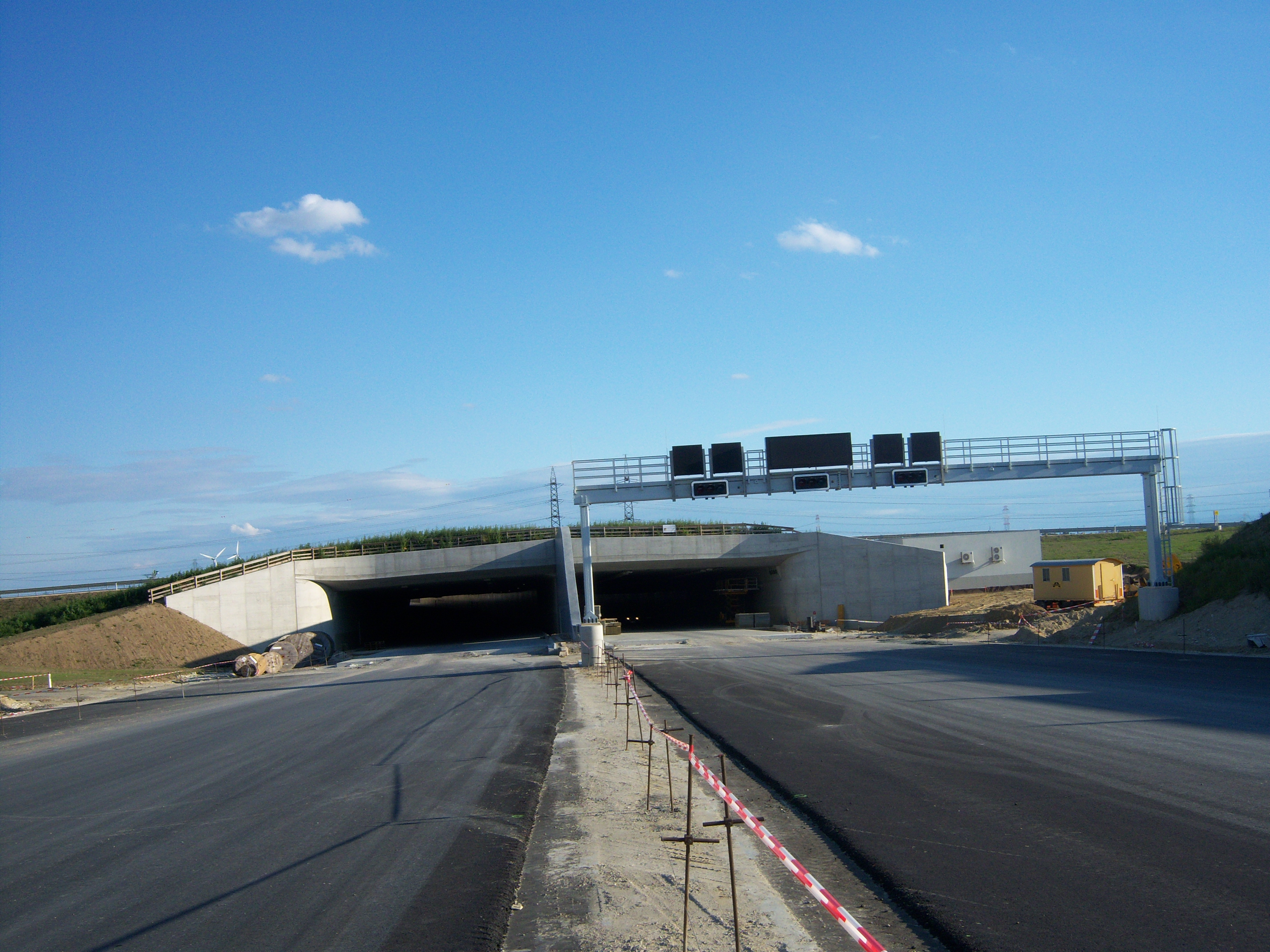
Dieselbe Stelle ca. 1 Jahr später, Juli 2009
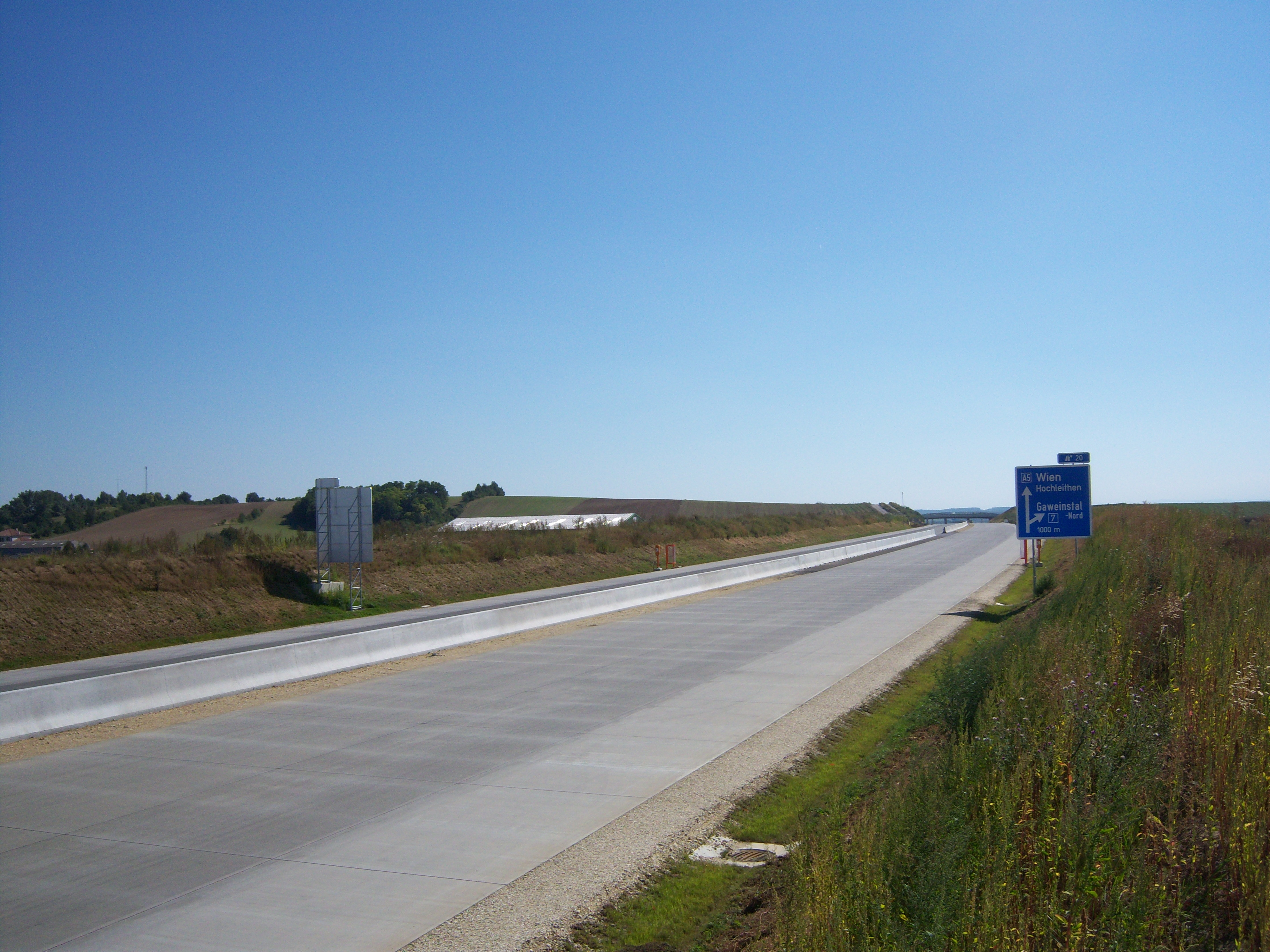
Fast fertige A 5 zwischen Gaweinstal und Schrick
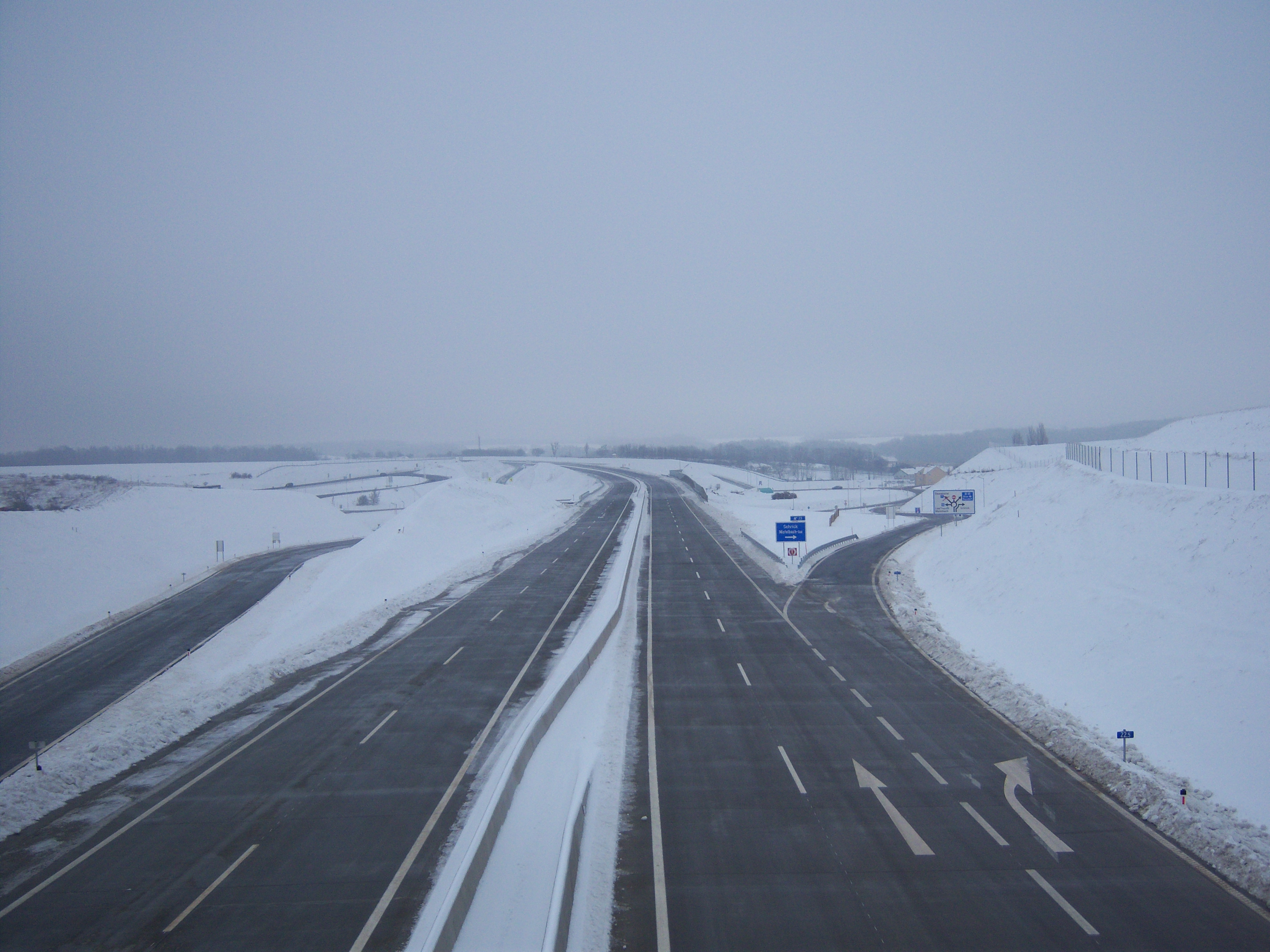
Hier in Schrick endete die A 5 bis 8. Dezember 2017.